# 北京豊台体育中心体育場

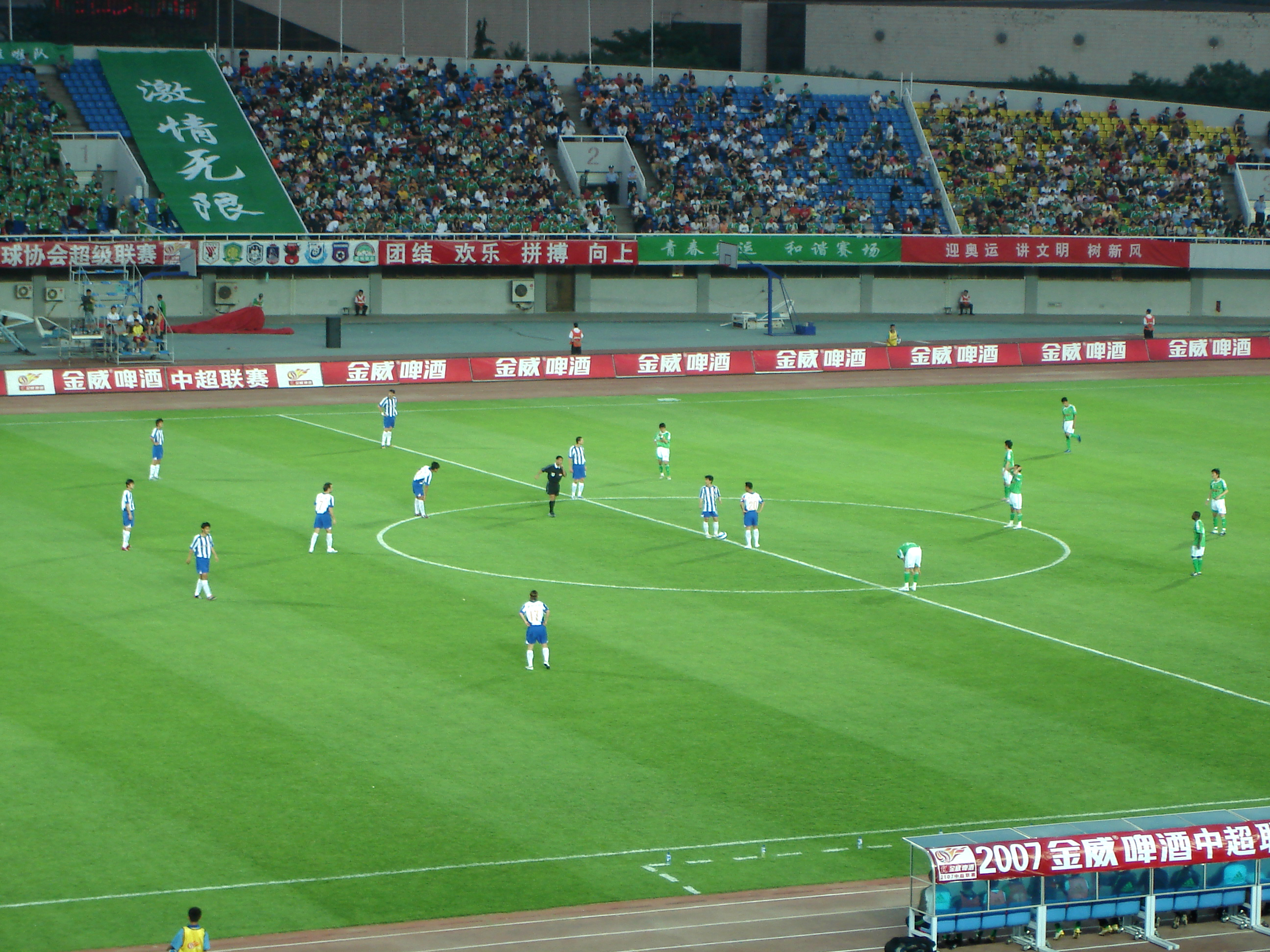
北京フェンタイスタジアムにおける北京国安の試合

北京豊台体育中心体育場（北京豊台スポーツセンタースタジアム、北京フェンタイスタジアム、簡体字中国語: 北京丰台体育中心体育场、英語: Beijing Fengtai Sports Centre Stadium）は中華人民共和国の北京市豊台区にある陸上競技場である。球技場としても使用される。単に北京豊台スタジアムとも呼ばれる。

## 概要
北京豊台スタジアムは陸上競技場、体育館、屋内プール、野球場で構成されている多目的スポーツセンターの北京豊台スポーツセンター内に位置している。現在は主にサッカーに使用されており、かつて北京国安のホームスタジアムとして使用されていた。
北京豊台スタジアムは豊台スポーツセンターの中心にあり建築面積は22883平方メートルで、観客席は31043席である。北京豊台スタジアムではサッカー、陸上競技を行うことができる。サッカー場は68メートル×105メートルである。陸上施設は8レーンの400メートルトラックがあり、砲丸投げ、円盤投げ、槍投げ、ハンマー投げ、走り高跳び、走り幅跳び、棒高飛びと3000メートル障害の競技が可能である。

## 歴史
1990年の第11回アジア競技大会に合わせて建設された。2003年には翌年に控えた第13回AFCアジアカップを見越して3000数万元をかけて座席の一新、芝生の張り替え、大型映像装置の設置などの改装を行った。2016年よりプロサッカークラブの北京人和足球倶楽部が本拠地としている。